# Юніті (округ Тремполо, Вісконсин)
Юніті (англ. Unity) — місто (англ. town) в США, в окрузі Тремполо штату Вісконсин. Населення — 511 особа (2020).

## Демографія
Згідно з переписом 2010 року, у місті мешкало 506 осіб у 193 домогосподарствах у складі 148 родин. Було 210 помешкань
Расовий склад населення:
| - 99,2 % — білих - 0,4 % — азіатів |

До двох чи більше рас належало 0,2 %. Частка іспаномовних становила 1,6 % від усіх жителів.
За віковим діапазоном населення розподілялося таким чином: 24,3 % — особи молодші 18 років, 59,7 % — особи у віці 18—64 років, 16,0 % — особи у віці 65 років та старші. Медіана віку мешканця становила 43,5 року. На 100 осіб жіночої статі у місті припадало 115,3 чоловіків;  на 100 жінок у віці від 18 років та старших — 128,0 чоловіків також старших 18 років.
Середній дохід на одне домашнє господарство  становив 74 580 доларів США (медіана — 71 094), а середній дохід на одну сім'ю — 78 157 доларів (медіана — 71 406). Медіана доходів становила 45 750 доларів для чоловіків та 40 114 долари для жінок. За межею бідності перебувало 9,8 % осіб, у тому числі 12,5 % дітей у віці до 18 років та 6,7 % осіб у віці 65 років та старших.
Цивільне працевлаштоване населення становило 315 осіб. Основні галузі зайнятості: виробництво — 22,2 %, транспорт — 11,4 %, освіта, охорона здоров'я та соціальна допомога — 10,8 %.